# مستوصف ألنويك (إنجلترا)
مستوصف ألنويك (بالإنجليزية: Alnwick Infirmary)‏ هو مستشفى مجتمعي يقع في ألنويك بمقاطعة نورثمبرلاند في إنجلترا، ويُدار من قبل مؤسسة رعاية نورثمبرلاند لخدمات الرعاية الصحية الوطنية.

## التاريخ
تأسس المستشفى بواسطة ويليام دافيسون باسم مستوصف ألنويك "لتقديم المساعدة السريعة والمستشورة في تقديم الأدوية ونصائح طبية" في عام 1815. كانت المدرسة الطبية التي أسسها دافيسون في مقر صيدليته مشهورة في جميع أنحاء شمال إنجلترا. أصبحت مستشفى ألنويك في عام 1849، وإنضمت إلى الخدمة الصحية الوطنية في عام 1948.

## معرص الصور

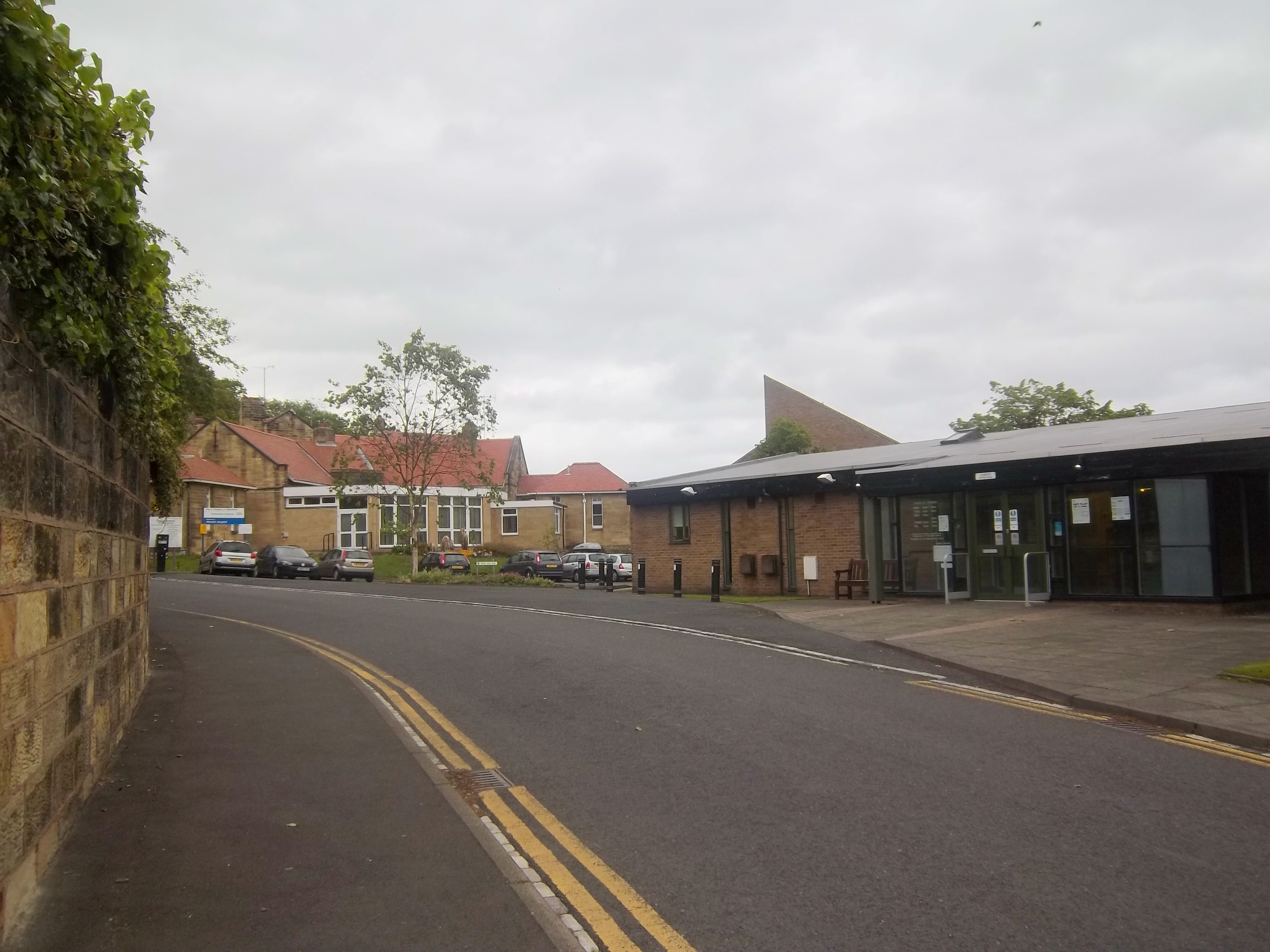
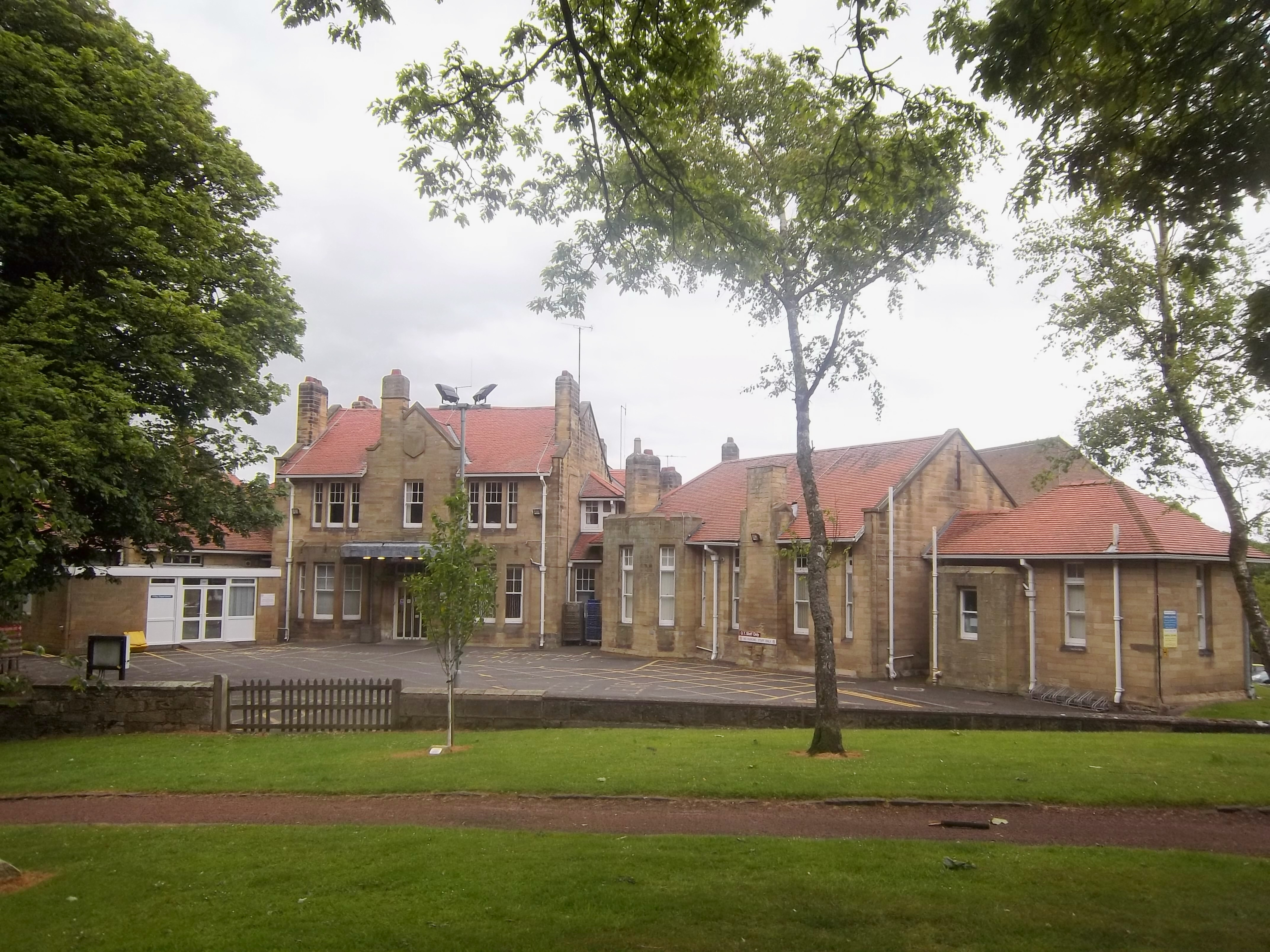
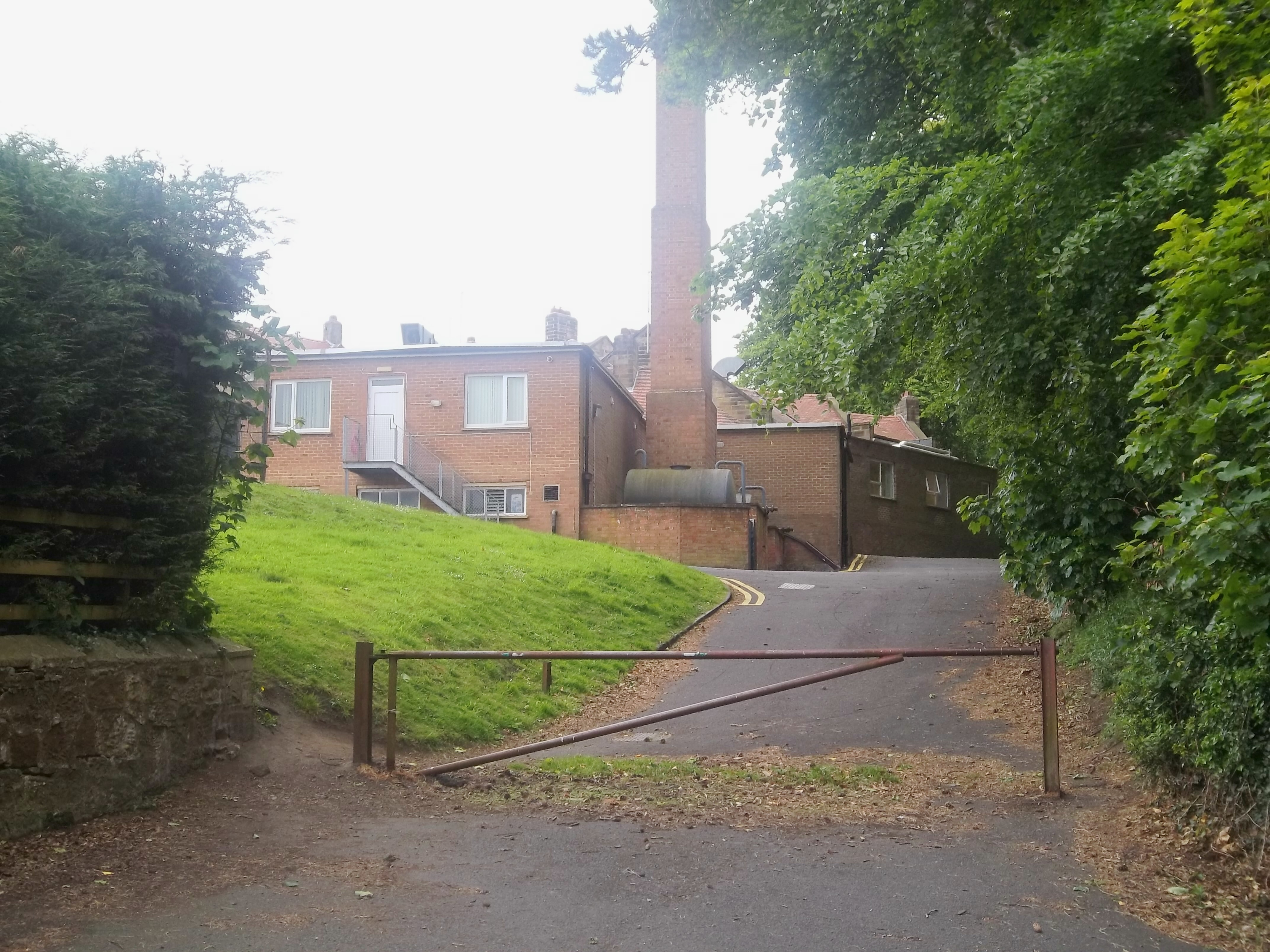